# Ananca cincta
Ananca cincta es una especie de coleóptero de la familia Oedemeridae.

## Distribución geográfica
Habita en Eritrea.